# Рідс-Спрінгс (Міссурі)
Рідс-Спрінгс (англ. Reeds Spring) — місто (англ. city) в США, в окрузі Стоун штату Міссурі. Населення — 1136 осіб (2020).

## Географія
Рідс-Спрінгс розташований за координатами 36°44′22″ пн. ш. 93°22′53″ зх. д. / 36.73944° пн. ш. 93.38139° зх. д. (36.739321, -93.381261).  За даними Бюро перепису населення США в 2010 році місто мало площу 3,84 км², з яких 3,84 км² — суходіл та 0,00 км² — водойми.

## Демографія
Згідно з переписом 2010 року, у місті мешкало 913 осіб у 374 домогосподарствах у складі 259 родин. Густота населення становила 238 осіб/км².  Було 453 помешкання (118/км²).
Расовий склад населення:
| - 95,3 % — білих - 1,6 % — корінних американців - 0,8 % — азіатів - 0,1 % — чорних або афроамериканців |

До двох чи більше рас належало 1,9 %. Частка іспаномовних становила 2,3 % від усіх жителів.
За віковим діапазоном населення розподілялося таким чином: 26,1 % — особи молодші 18 років, 59,1 % — особи у віці 18—64 років, 14,8 % — особи у віці 65 років та старші. Медіана віку мешканця становила 35,5 року. На 100 осіб жіночої статі у місті припадало 89,0 чоловіків;  на 100 жінок у віці від 18 років та старших — 88,5 чоловіків також старших 18 років.
Середній дохід на одне домашнє господарство  становив 41 268 доларів США (медіана — 33 333), а середній дохід на одну сім'ю — 51 341 долар (медіана — 48 125). За межею бідності перебувало 24,1 % осіб, у тому числі 35,4 % дітей у віці до 18 років та 7,9 % осіб у віці 65 років та старших.
Цивільне працевлаштоване населення становило 395 осіб. Основні галузі зайнятості: мистецтво, розваги та відпочинок — 33,2 %, освіта, охорона здоров'я та соціальна допомога — 13,9 %, роздрібна торгівля — 12,2 %.